# SV Schwechat
El SV Schweichat es un equipo de fútbol de Austria que juega en la Wiener Stadtliga, la cuarta liga de fútbol más importante del país.

## Historia
Fue fundado en agosto de 1903 en la ciudad cervecera de Schwechat en la Baja Austria, aunque sus orígenes se remontan hasta finales del siglo XIX con el SV Graphia Vienna. Han tenido varios nombre a lo largo de su historia, los cuales han sido:
- ASK Schwechat (1903-07)
- SC Germania Schwechat (1907-27)
- SK Neukettenhof (1927-34)
- Phoenix Schwechat (1934-1945) tras fusionarse con el Klub mit den Amateure XI
- 1 Schwechater SC (1945–79)
- SV Schwechat (1979-presente)

Han jugado en la Bundesliga en 6 temporadas en la década de los años 1960s, aunque sin grandes resultados.

## Palmarés
- Liga Nacional: 2

1961/62
- Privonmeister: 1

1914
- Liga WAFÖ: 1

1933

## Participación en competiciones internacionales
- Copa Intertoto: 1 aparición

1963/64 - Fase de grupos
- Copa Rappan: 1 aparición

1952 - Primera ronda

## Jugadores destacados
| - Engelbert König - Adolf Fischera - Anton Cargnelli | - Josef Stürmer - Leopold Danis - Rudolf Viertl - Robert Kraus | - Johann Frank - Robert Dienst - Josef Musil | - Franz Hasil - Friedrich Kominek - Walter Horak |